# متلازمة شدياق-هيغاشي
متلازمة شدياق-هيغاشي(بالإسبانية Síndrome de Chédiak-Higashi) هو مرض جيني لتغير الجينات البدنية المتنحية التي تؤثر على أنظمة عديدة بالجسم، ويحدث هذا المرض بسبب تغير طفري في جين منظم حركة الليزوزومية، ويظهر هذا المرض في الإنسان، والحوت القاتل، وحيوان ببر، وقط فارسي، والأبقار.

## تسميته
سمي هذا المرض بهذا الاسم نسبة إلى الطبيب الكوبي اللبناني الاصل مويسيس شدياق أهوايدا، وطبيب الأطفال الياباني أوتاكتا هيجاشي.

## التأثير
يؤثر في النظام السليم للجسم بسبب وجود خلل في وظيفة الخلية البلعمية؛ لفشلها في تكوين جسيمات الحال البلعمية (جسيم حال بلعمي) في الخلايا المتعادلة (خلية متعادلة) مما يعوق تدمير البكتريا البلعمية. بالإضافة إلى تأثيره على وظيفة خلية تي قاتلة.

## أعراض وعلامات المرض
يتميز المرضى بجلد فاتح اللون، وشعر فضي(أمهق)، ويعانون من حساسية من ضوء الشمس، ورهاب الضوء. بالإضافة إلى علامات وأعراض أخرى، لكن الشائع هو العدوى المتكررة، واعتلال الأعصاب. تصيب العدوى الغشاء المخاطي (غشاء مخاطي)، والجلد، والجهاز التنفسي. يكون الأطفال المصابون دائما عرضى للعدوى بالبكتريا الموجبة والسالبة، والفطريات، وأشهر هذه العدوى هي التي يسببها ميكروب مكورة عنقودية ذهبية، وغالباً تكون العدوى في مرضى متلازمة شدياق-هيغاشي خطيرة ومهددة للحياة. يبدأ اعتلال الأعصاب غالباً في سن المراهقة، ويصبح مشكلة أساسية، وقليل من المرضى من يصل إلى مرحلة البلوغ. معظم الأطفال المصابون يصلوا إلى ما يسمى بالمرحلة المتسارعة، أو يصلوا إلى مرحلة سرطان الغدد اللمفاوية، حيث يوجد خلل في انقسام خلايا الدم البيضاء وتبدأ في التغلغل في أعضاء الجسم المختلفة. أما المرحلة المتسارعة فتكون مصاحبة بارتفاع في درجة الحرارة، ونزيف غير طبيعي، وعدوى خطيرة، وفشل في وظائف الأعضاء.
وهذه المشاكل الصحية غالباً ما تكون مهددة للحياة.

## التشخيص
يتم التشخيص عند ملاحظة تمددات بالنخاع العظمي، والتي تُظهر أجسام ضخمة في الخلايا الرائدة لكريات الدم البيضاء. من الممكن أيضاً اكتشافه في مرحلة ما قبل الولادة من خلال عيِّنة من الشعر، أو الدم الجنيني.

## أسباب حدوثه
هو خلل الجينات البدنية المتنحية، والذي بسبب تغير طفري في جين منظم حركة الليزوزومية الذي يوجد في 1q42. يحتوي هذا الجين الترميز لتركيب البروتين المعروف باسم منظم الحركة الليزوزومية. يُعتقد أن هذا البروتين يقوم بدور في نقل المواد نحو جسيمات الحال(جسيم حال)، والتي تقوم بدور مراكز داخل الخلية، ويستخدم أنزيمات لإفساد الأوضاع السُمّيّة، والبكتيرية، والمكونات الخلوية الغير مفيدة. على الرغم من انه تم معرفة أن هذا البروتين يشتمل على وظيفة طبيعية لجسيمات الحال، لكن دورها المحدد غير معروف .

## العلاج
ليس هناك دواء محدد لهذا المرض. ويُعد زراعة نخاع العظم هو العلاج مع بعض المرضى. ويوجد مضاد حيوي للحالات المُعْدِية، وفتح للخُراجات إذا تطلب ذلك. كما يستخدم مضادات فيروسية في مراحل متأخرة للمرض، وستيرويد، وسيكلوفوسفاميد، وفيتامين ج الذي يحسن من النظام المناعي، وتجلط الدم لبعض المرضى.

## وصلات خارجية
Chediak-Higashi Syndrome Association : www.chediak-higashi.org .
http://grupos.emagister.com/debate/los_ninos_grises_sindrome_chediak_higashi/3925-720784